# Under the Same Sun
Pistes de Face the Heat
Someone to Touch Unholy Alliance
Under the Same Sun est une chanson du groupe de hard rock Scorpions présente sur l'album de 1993 Face the Heat et composée par le trio Mark Hudson/Klaus Meine/Bruce Fairbairn. Les paroles de cette ballade à l'instar du célèbre titre du groupe de 1990 Wind of Change parlent de l'humanité et de ses problèmes. À sa sortie en single la chanson bénéficia d'un clip vidéo. Elle eut beaucoup de succès en France où elle se classa neuvième dans les charts en 1993 et permit à l'album Face the Heat de devenir album d'or. La chanson apparaît dans le film Terrain miné.

## Charts
Top 50 (France), Mainstream Rock Chart (États-Unis)
| Année | Chart                 | Position |
| ----- | --------------------- | -------- |
| 1993  | France Top 50         | #9       |
| 1993  | Mainstream Rock Chart | #16      |